# Valle del Piave
La Valle del Piave è la valle del Veneto formata dal fiume omonimo, estesa da Sappada in provincia di Udine fino alla laguna del Mort nella città metropolitana di Venezia.

## Geografia

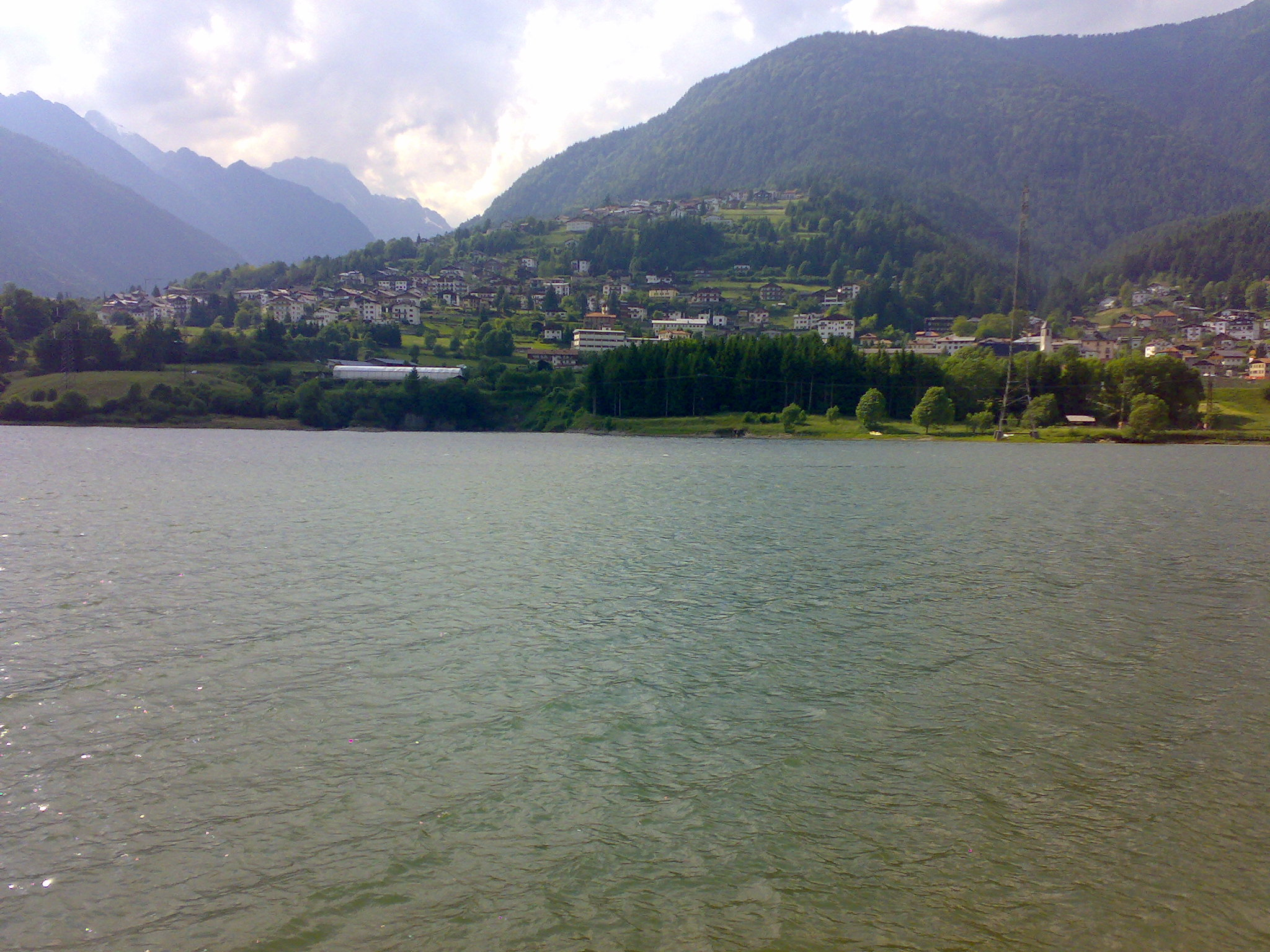
Vallesella, lago di Centro Cadore e val d'Oten

Può essere suddivisa in tre distinti segmenti.

### Alta Valle del Piave

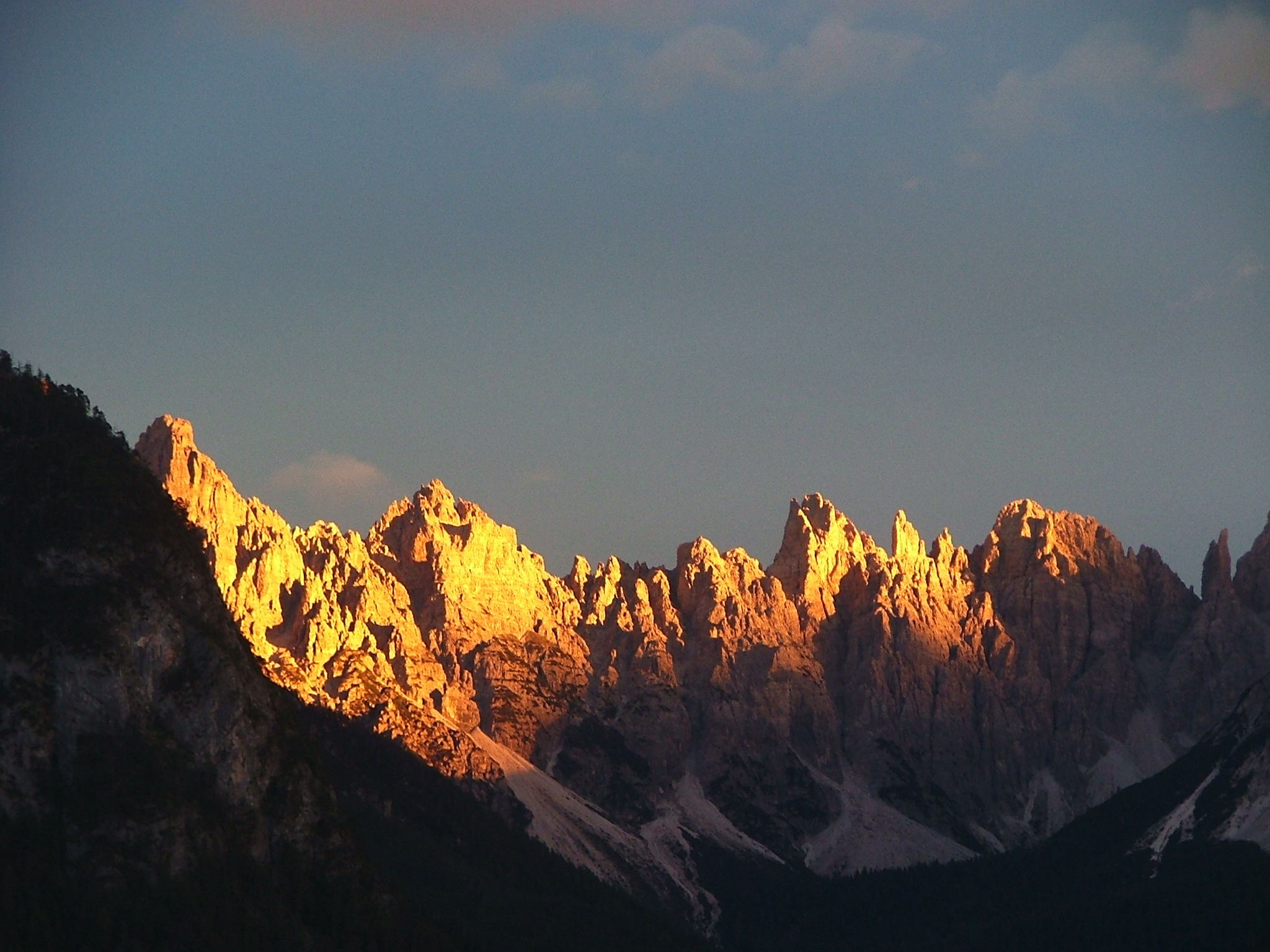
Gli Spalti di Toro dai pressi di Domegge di Cadore

#### Sappada, Comelico e Cadore
Dalle sorgenti del fiume, poste sul monte Peralba, vetta delle Alpi Carniche, a 2.037 m s.l.m., in comune di Sappada, in Friuli-Venezia Giulia, il Piave scende verso sud entrando in Veneto nei pressi di San Pietro di Cadore e, seguendo un aspro paesaggio dolomitico lungo il Cadore, raggiunge la zona del Longaronese dove si apre in una valle più ampia.
In questo primo tratto si aprono scorci sulle Dolomiti di Sappada, sulle Tre Terze, sulle Marmarole, sull'Antelao e sulle Dolomiti d'Oltrepiave, in particolare sul Cridola, sugli Spalti di Toro e sul gruppo Cima dei Preti-Duranno. A Ponte nelle Alpi il corso del Piave svolta deciso in direzione sud ovest, verso la città di Belluno.

#### Valbelluna
Da Belluno la valle si mostra ampia, luminosa e regolare; ha origine glaciale e scende tra colline ricoperte di macchia prealpina per oltre 30 km fino alla città di Feltre e ai comuni di Seren del Grappa e di Fonzaso. La zona è popolosa e punteggiata di numerosi insediamenti abitativi e produttivi. Si susseguono con rapidità i comuni di Sedico, Santa Giustina, Cesiomaggiore, Feltre sulla riva destra, e quelli di Limana, Borgo Valbelluna, Segusino e Valdobbiadene sulla riva sinistra; Setteville, ultimo comune bellunese prima del confine con il Trevigiano, si estende su entrambe le rive.

### Media Valle del Piave
Il medio corso del Piave si confonde con la pianura veneto-friulana, essendone parte integrante. Da Alano di Piave e Pederobba il fiume svolta nuovamente verso sud est attraversando un territorio dapprima prealpino e di mezza collina, nei pressi del Montello, e diventando poi decisamente pianuroso. L'area è delimitato a nord dalle Prealpi trevigiane, ad ovest dal Montello, a sud e ad est dal territorio pianeggiante della Provincia di Treviso. Nella prima parte incontra i centri di Sernaglia della Battaglia, di Vidor e di Nervesa della Battaglia, Ponte della Priula, Maserada. In particolare, poi, interessa i comuni di: Arcade, Breda di Piave, Cimadolmo, Mareno di Piave, Maserada sul Piave, Nervesa della Battaglia, Oderzo, Ormelle, Ponte di Piave, Salgareda, San Biagio di Callalta, Santa Lucia di Piave, San Polo di Piave, Spresiano, Susegana, Zenson di Piave.

### Bassa Valle del Piave
L'ultimo tratto della Valle del Piave corrisponde ad una zona storicamente paludosa, comprendente i comuni di San Donà di Piave, Ceggia, Musile di Piave, Eraclea, Jesolo, Torre di Mosto, Fossalta di Piave, Noventa di Piave e le aree limitrofe. Il corso del fiume termina infine tra Jesolo ed Eraclea sulla riva adriatica.

## Galleria d'immagini

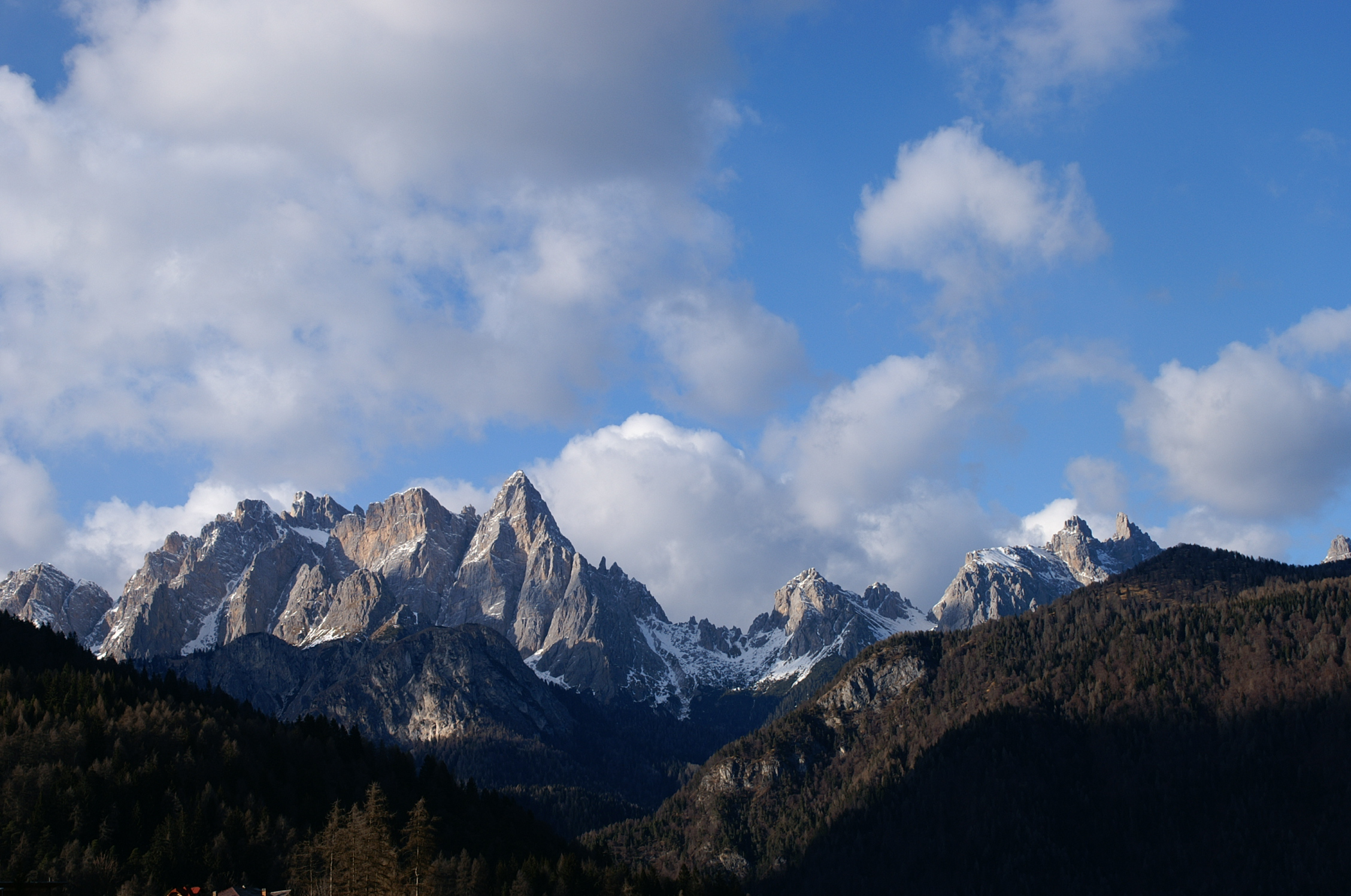
Le Marmarole
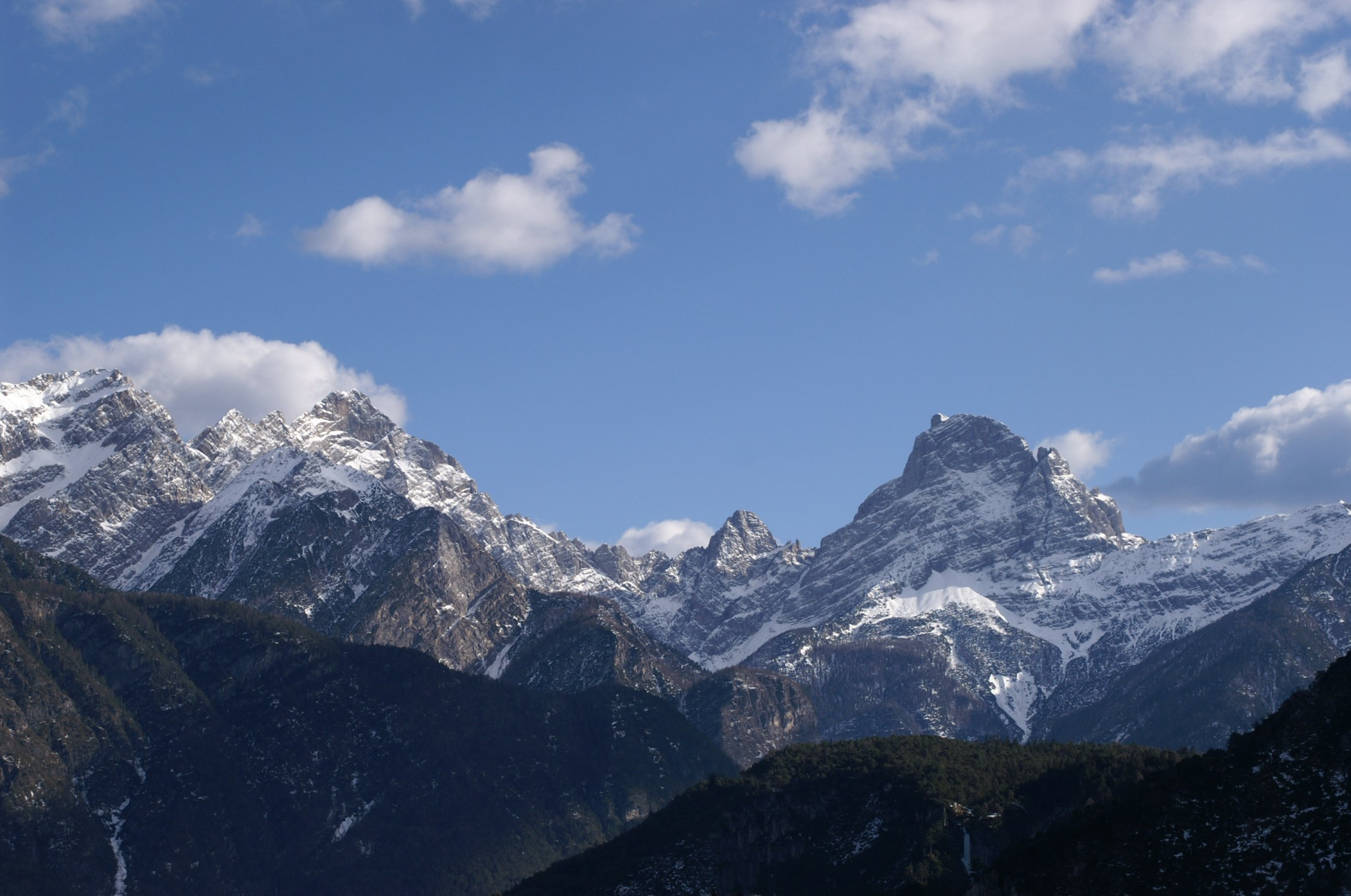
Il Duranno da Valle di Cadore